# Communauté de communes du Sud Brionnais
La communauté de communes Sud Brionnais (anciennement « communauté de communes du canton de Chauffailles ») est une ancienne communauté de communes française, située dans le département de Saône-et-Loire en région Bourgogne-Franche-Comté.

## Historique
Le 1er janvier 2017, avec la mise en place du nouveau schéma départemental de coopération intercommunale, la communauté de communes fusionne avec la communauté de communes du Pays Clayettois pour former la communauté de communes La Clayette Chauffailles en Brionnais.

## Composition
Cet ÉPCI est composée des onze communes suivantes :
| Nom                           | Code Insee | Gentilé              | Superficie (km2) | Population (dernière pop. légale) | Densité (hab./km2) |
| ----------------------------- | ---------- | -------------------- | ---------------- | --------------------------------- | ------------------ |
| Chauffailles (siège)          | 71120      | Chauffaillons        | 22,63            | 3 721 (2014)                      | 164                |
| Anglure-sous-Dun              | 71008      | Anglurons            | 7,00             | 169 (2014)                        | 24                 |
| Chassigny-sous-Dun            | 71110      | Chassignons          | 13,28            | 568 (2014)                        | 43                 |
| Châteauneuf                   | 71113      |                      | 1,34             | 113 (2014)                        | 84                 |
| Coublanc                      | 71148      | Coublandis           | 8,76             | 865 (2014)                        | 99                 |
| Mussy-sous-Dun                | 71327      | Mussiats             | 10,00            | 343 (2014)                        | 34                 |
| Saint-Edmond                  | 71408      | Edmonciens           | 10,38            | 367 (2014)                        | 35                 |
| Saint-Igny-de-Roche           | 71428      | Saintignions         | 7,94             | 748 (2014)                        | 94                 |
| Saint-Martin-de-Lixy          | 71451      | Saint-Martilixois    | 4,19             | 87 (2014)                         | 21                 |
| Saint-Maurice-lès-Châteauneuf | 71463      | Castelnovimauriciens | 10,84            | 586 (2014)                        | 54                 |
| Tancon                        | 71533      |                      | 9,48             | 561 (2014)                        | 59                 |

## Administration
Le siège de la communauté de communes est situé à Chauffailles.

### Conseil communautaire
L'intercommunalité est gérée par un conseil communautaire composé de 31 délégués issus de chacune des communes membres, à raison d'un délégué par commune auquel s'ajoute un délégué par tranche de 500 habitants.
Les délégués sont ainsi répartis comme suit :
| Nombre de délégués | Communes |
| ------------------ | --- |
| 10                 | Chauffailles |
| 2                  | Anglure-sous-Dun, Chassigny-sous-Dun, Châteauneuf, Mussy-sous-Dun, Saint-Edmond, Saint-Igny-de-Roche, Saint-Martin-de-Lixy, Saint-Maurice-lès-Châteauneuf, Tancon |
| 3                  | Coublanc |

### Présidence
Le dernier président avant la fusion était Jean-Luc Chanut.
| Période                                  | Période | Identité         | Étiquette | Qualité                                  |
| ---------------------------------------- | ------- | ---------------- | --------- | ---------------------------------------- |
| Les données manquantes sont à compléter. |         |                  |           |                                          |
| 2008                                     | 2014    | Lionnel Martelin |           | Premier adjoint du maire de Chauffailles |
| 2014                                     | 2016    | Jean-Luc Chanut  |           | Maire de Saint-Maurice-les-Châteauneuf   |

### Sources
- Le SPLAF (Site sur la Population et les Limites Administratives de la France)
- La base ASPIC